# Mohamed Bouraarassi
Mohamed Bouraarassi, né le 11 juin 1988 à Arnhem (Pays-Bas), est un joueur international néerlandais de futsal.

## Biographie
En 2016, il s'engage en Eredivisie en signant au Futsal Apeldoorn.
Le 30 janvier 2019, grâce à ses prestations en club, il reçoit sa première sélection avec les Pays-Bas contre l'Estonie (victoire, 4-1), comptant pour les qualifications à la Coupe du monde.

## Style de jeu
Bouraarassi est pur droitier. Ses points forts sont la conservation du ballon et sa vitesse face à un adversaire direct. Un autre de ses points fort est sa frappe puissante. 